# Central of Georgia Railway
Le Central of Georgia Railway (sigle de l'AAR: CG) était un chemin de fer américain de classe I qui débuta sous le nom de Central Rail Road and Canal Company en 1833. Afin d'attirer davantage de capitaux de la part des investisseurs, ce chemin de fer changea son nom en Central Rail Road and Banking Company of Georgia. Il fut créé pour se connecter avec le Macon and Western Railroad (au niveau de Macon, Géorgie) et relier Savannah, Géorgie. Cela constitua un lien ferroviaire entre Chattanooga sur la rivière Tennessee et des villes portuaires sur l'Océan Atlantique. Les travaux durèrent de 1837 à 1843 pour terminer l'ensemble de la ligne jusqu'à Macon, et jusqu'en 1851 pour achever un pont sur la rivière Ocmulgee.

## Histoire
Le Central Rail Road and Banking Company of Georgia fut créé en décembre 1835 et commença son réseau à partir de Savannah, Géorgie.
La compagnie utilisa le slogan The « Righty Way » (le droit chemin) pour promouvoir ses expéditions et ses voyages en Géorgie, Alabama et Tennessee. Les lignes principales du CG ressemblent a un Z: Savannah, Géorgie, Atlanta, Albany, Géorgie, Birmingham, Alabama.
Il fut Contrôlé par l'Illinois Central Railroad entre 1909-48, puis par le St. Louis-San Francisco Railway (ou Frisco) entre 1956-61. C'est une des premières compagnies à dieseliser ses streamliners après la Seconde Guerre mondiale avec le « Nancy Hanks II ».
En 1955 le CG adopte une décoration inhabituelle Watermelon (pastèque) dans un ovale argent sur fond noir.
Le CG avait également 2 filiales le Savannah and Atlanta et le Wrightsville and Tennille.
Il fut racheté par le Southern Railway le 17 juin 1963. Le 1er juin 1971, le Southern créa le Central of Georgia Railroad afin d'y fusionner le Central of Georgia Railway, le Savannah and Atlanta Railway, et le Wrightsville and Tennille Railroad.
De nos jours, le Central of Georgia existe toujours sur le papier au sein du group Norfolk Southern Railway. Actuellement[Quand ?], 68 km de l'ancienne ligne principale du CG située en Géorgie sont loués par le Chattooga and Chickamauga Railway.